# Bojan Križaj
Bojan Križaj född 3 januari 1957 i Kranj är en slovensk före detta alpin skidåkare som tävlade för Jugoslavien.
Under 1980-talet rankades Križaj som en av de bästa slalom- och storslalom-åkarna. Han debuterade i världscupen 1976 och tog sin första pallplacering i slalomtävlingen i Madonna di Campiglio 1978. Sin första världscupvinst fick han 20 januari 1980 i Wengen. Det var den första världscupsegern för en jugoslavisk åkare. Totalt vann Križaj åtta världscupsegrar inom slalom och storslalom.

## VM och OS
Križaj lyckades inte riktigt i de stora mästerskapen. Vid vinter-OS 1980 i Lake Placid blev han 4:a i storslalom och missade bronsmedaljen med endast två hundradelar av en sekund. Fyra år senare i Sarajevo blev han bara 9:a. I Calgary 1988 deltog han inte då han blev skadad några dagar innan premiären.
Križaj vann medalj vid VM 1982 då han blev 2:a i slalom. Han avslutade sin karriär i Saalbach 1988 då han stannade strax före mållinjen, tog av sina skidor och promenerade i mål.